# Стинка (Штефенешть, Ботошань)
Стинка (рум. Stânca) — село у повіті Ботошані в Румунії. Адміністративно підпорядковане місту Штефенешть.
Село розташоване на відстані 385 км на північ від Бухареста, 39 км на схід від Ботошань, 79 км на північ від Ясс.

## Населення
За даними перепису населення 2002 року у селі проживали 928 осіб, з них 927 осіб (99,9%) румунів. Усі жителі села рідною мовою назвали румунську.